# Unaí Esporte Clube
O Unaí Esporte Clube é um clube de futebol brasileiro, sediado em Unaí, em Minas Gerais. Fundado em 1966, disputou competições em Minas Gerais até 1996, mas desde 1997 é filiado à Federação de Futebol do Distrito Federal, e não à Federação Mineira.
Entre 2014 e 2019, a equipe teve sede na cidade de Paracatu, também em Minas Gerais, período durante o qual usou este nome. No dia 04 de setembro de 2019, foi anunciado o retorno do clube à sua cidade de origem, voltando a se chamar Unaí Esporte Clube.

## História

### 1966-1996: Fundação e profissionalização em Minas Gerais

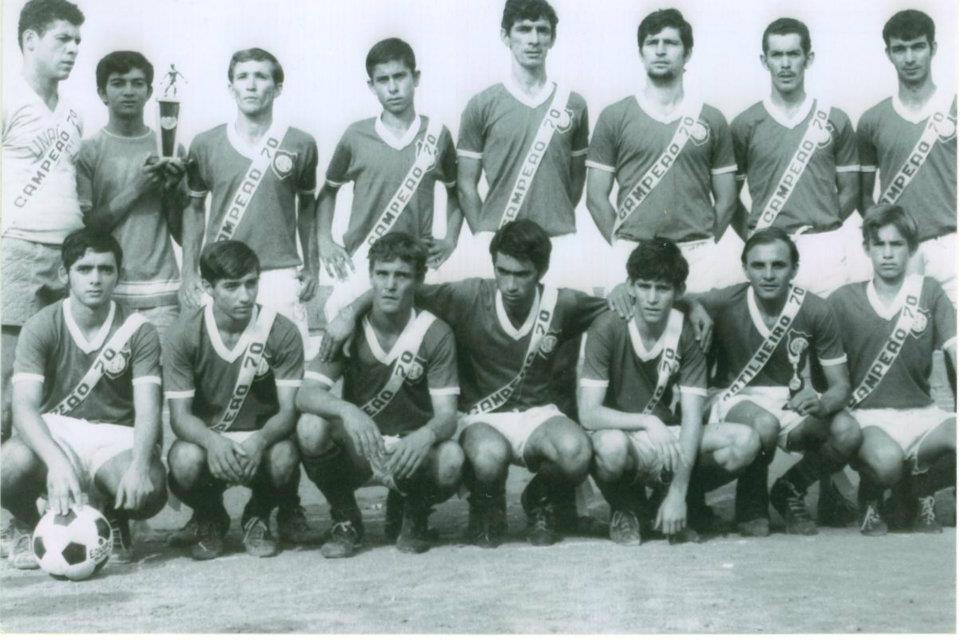
Campeão amador em 1970

O Unaí Esporte Clube foi criado em 5 de junho de 1966 e seu primeiro presidente foi Gasparino Leão do Amaral. O clube participou de vários campeonatos amadores na região.
O Estádio Rio Preto (renomeado Urbano Adjuto em 1998) foi construído na gestão do presidente José Maria Cornélio. A inauguração ocorreu em setembro de 1976, com uma partida amistosa entre o Unaí Esporte Clube e o Cruzeiro de Belo Horizonte, que enviou um time misto. Com mais de 7.000 torcedores presentes, Unaí venceu o jogo inaugural do estádio por 4 x 1. 
A partir de um convite da Federação Mineira de Futebol para o Torneio Incentivo Mineiro de 1980, Unaí disputou sua primeira competição profissional. A equipe obteve duas vitórias em nove partidas, ficando na quinta colocação do torneio. 
Entre diversas competições amadoras regionais, a equipe disputou um amistoso com a equipe profissional do América Mineiro em junho de 1985, com vitória por 2 a 0 para a equipe de Belo Horizonte. 
Com a recriação da Terceira Divisão do Campeonato Mineiro de Futebol em 1986, Unaí voltou a cenário estadual. Na primeira fase, somou duas vitórias, dois empates e duas derrotas, classificando-se para a segunda fase. Mas, com dois empates e três derrotas, a equipe acabou eliminada. 
Depois de dois anos fora da competição, Unaí voltou a disputar a Terceira Divisão mineira em 1989 e 1990, sendo eliminado na primeira fase em ambas as edições do torneio. A equipe disputou ainda a Super Copa Minas Gerais de 1991, conquistando apenas uma vitória e um empate em 12 jogos. 
Em 1993, na gestão do presidente Geraldo Marques Alves da Silva, o Unaí Esporte Clube iniciou a temporada com um amistoso contra o Atlético Mineiro. Mais de 5.000 torcedores lotaram o Estádio Rio Preto, e a partida acabou com resultado de 2 x 0 para a equipe de Belo Horizonte. 
O ano marcou o retorno de Unaí a uma competição profissional, com a conquista o vice-campeonato do Campeonato Mineiro de Futebol da Segunda Divisão ao vencer o Guarani de Divinópolis no Estádio Farião. A equipe comemorou o acesso para a primeira divisão do Campeonato Mineiro de 1994, mas a Federação Mineira de Futebol decidiu reduzir o torneio estadual de primeiro nível de 23 para 12 equipes. Com isso, Unaí acabou participando da primeira edição do módulo II do Campeonato Mineiro.
No Módulo II de 1994, a equipe obteve três vitórias, cinco empates e quatro derrotas na primeira fase, desempenho que não foi suficiente para a classificação para a fase final do torneio. Em 1995, Unaí realizou a sua melhor campanha no Módulo II, com cinco vitórias, oito empates e cinco derrotas. Ainda assim, o time não conquistou a vaga no hexagonal final da competição. 
Apesar da vaga garantida para 1996, a equipe desistiu da disputa do Módulo II antes mesmo do início do torneio. No ano seguinte, deixou a Federação Mineira de Futebol e, pela proximidade com a capital federal, filiou-se à Federação de Futebol do Distrito Federal.

### 1997-2013: Disputas no Distrito Federal e primeiros títulos
Mesmo sediado em Minas Gerais, o clube filiou-se à Federação Metropolitana de Futebol, atual Federação de Futebol do Distrito Federal, já no ano de 1997, passando a disputar as competições no Distrito Federal. 
Em 2002 a Sociedade Esportiva Itapuã e o Unaí Esporte Clube se fundiram, e o clube resultante da união passou a se chamar Sociedade Esportiva Unaí Itapuã. A equipe foi vice-campeã da segunda divisão já naquele ano e retornou à primeira divisão do Distrito Federal, sob a gestão do capitão Elias Andrade em sua primeira temporada como presidente do clube.
Disputou a primeira divisão do Campeonato Brasiliense a partir de 2003, com resultados medianos. Naquele ano, ficou na oitava colocação, seguida pelo sexto lugar de 2004. Em 2005, Unaí novamente encerrou o torneio no oitavo posto, melhorando para o sétimo lugar em 2006 e para a quinta colocação em 2007.  
Interrompendo a sequência de melhora de desempenho, a equipe acabou novamente rebaixada em 2008. Além disso, a fusão com o Itapoã foi encerrada naquele ano e o time voltou a utilizar o nome de Unaí Esporte Clube. 
Após mais quatro anos longe da primeira divisão, em 2012 o clube conquistou novamente o título da segunda divisão do Campeonato Brasiliense, e retornou à elite do futebol no Distrito Federal. A equipe obteve a melhor campanha da competição, com cinco vitórias, dois empates e apenas uma derrota. 
De volta à primeira divisão em 2013, Unaí ficou em oitavo lugar no torneio. Problemas financeiros, porém levaram a equipe a mudar de cidade naquele mesmo ano.

### 2013-2019: Mudança de sede para Paracatu
Devido a dificuldades financeiras e a falta de apoio do poder público de Unaí, a direção do clube firmou um acordo com a prefeitura de Paracatu para se transferir a cidade vizinha. A mudança foi consumada em outubro de 2013, quando seu presidente, Elias Andrade, oficializou o pedido de transferência. 
Em 2014, mesmo com a mudança para Paracatu já consolidada, o time disputou o campeonato ainda como o nome Unaí, ficando com a sétima posição no final. Em 2015, o clube não passou da oitava colocação, chegando ao sexto lugar em 2016. 
Já 2017 marcou a melhor colocação da história da equipe no Campeonato Brasiliense de Futebol. Com o sexto lugar na primeira fase do torneio, o clube eliminou o Gama em disputa por pênaltis nas quartas de final e se classificou 
para as semifinais. Com a derrota para Ceilândia, a equipe conquistou o terceiro lugar na competição.

### 2020: Retorno a Unaí
Com o sétimo lugar em 2018 e uma nova terceira colocação em 2019, a equipe decidiu retornar a Unaí a partir do campeonato de 2020. Após seis temporadas recebendo recursos da prefeitura de Paracatu, a equipe oficializou a volta à sua cidade original em setembro de 2019.

### 2022: Rebaixamento
Em 2022 foi rebaixado no Campeonato Brasiliense.

## Títulos
| ESTADUAIS | ESTADUAIS                                | ESTADUAIS | ESTADUAIS  |
|           | Competição                               | Títulos   | Temporadas |
| --------- | ---------------------------------------- | --------- | ---------- |
|           | Campeonato Brasiliense - Segunda Divisão | 1         | 2012       |

Campanhas de destaque
| Torneio                     | Campeão        | Vice-campeão   | Terceiro colocado | Quarto colocado |
| --------------------------- | -------------- | -------------- | ----------------- | --------------- |
| Campeonato Brasiliense      | 0 (não possui) | 0 (não possui) | 2 (2017 e 2019)   | 0 (não possui)  |
| Brasiliense Segunda Divisão | 1 (2012)       | 1 (2002)       | 1 (2009)          | 0 (não possui)  |
| Mineiro Segunda Divisão     | 0 (não possui) | 1 (1993)       | 0 (não possui)    | 0 (não possui)  |

## Símbolos

### Mascote
O periquito foi escolhido desde a fundação do time por causa da comum coloração verde, do periquito e do clube, e também, por esse passarinho existir em abundância onde o clube está localizado. 
A identificação com a equipe é tamanha que Unaí também é apelidado como o "Periquito da Serra" pela torcida e pela crônica esportiva da região.